# Piotr Łokucijewski
Piotr Łokucijewski (ur. 2 grudnia 1872 w Sporach, zm. 8 października 1946 w Warszawie) – generał brygady Wojska Polskiego.

## Życiorys
Piotr Łokucijewski urodził się 2 grudnia 1872 roku w miejscowości Spory, w powiecie święciańskim. W latach 1887–1891 ukończył cztery klasy w szkole miejskiej w Wilnie, a w latach 1896–1898 Szkołę Junkrów Piechoty w Wilnie. Zawodową służbę wojskową w Armii Imperium Rosyjskiego rozpoczął jako oficer piechoty. Po ukończeniu Kursu Intendenckiego w Sankt Petersburgu został intendentem wojskowym. W czasie I wojny światowej walczył jako szef intendentury brygady i XXXIII Korpusu. W czasie służby awansował kolejno na: podporucznika (1898), porucznika (1903), sztabskapitana (1906), kapitana (1912), podpułkownika (1913) i pułkownika (1916). W 1917 roku, po rewolucji lutowej, został wybrany członkiem Komitetu Związku Wojskowych Polaków w XXXIII Korpusie.

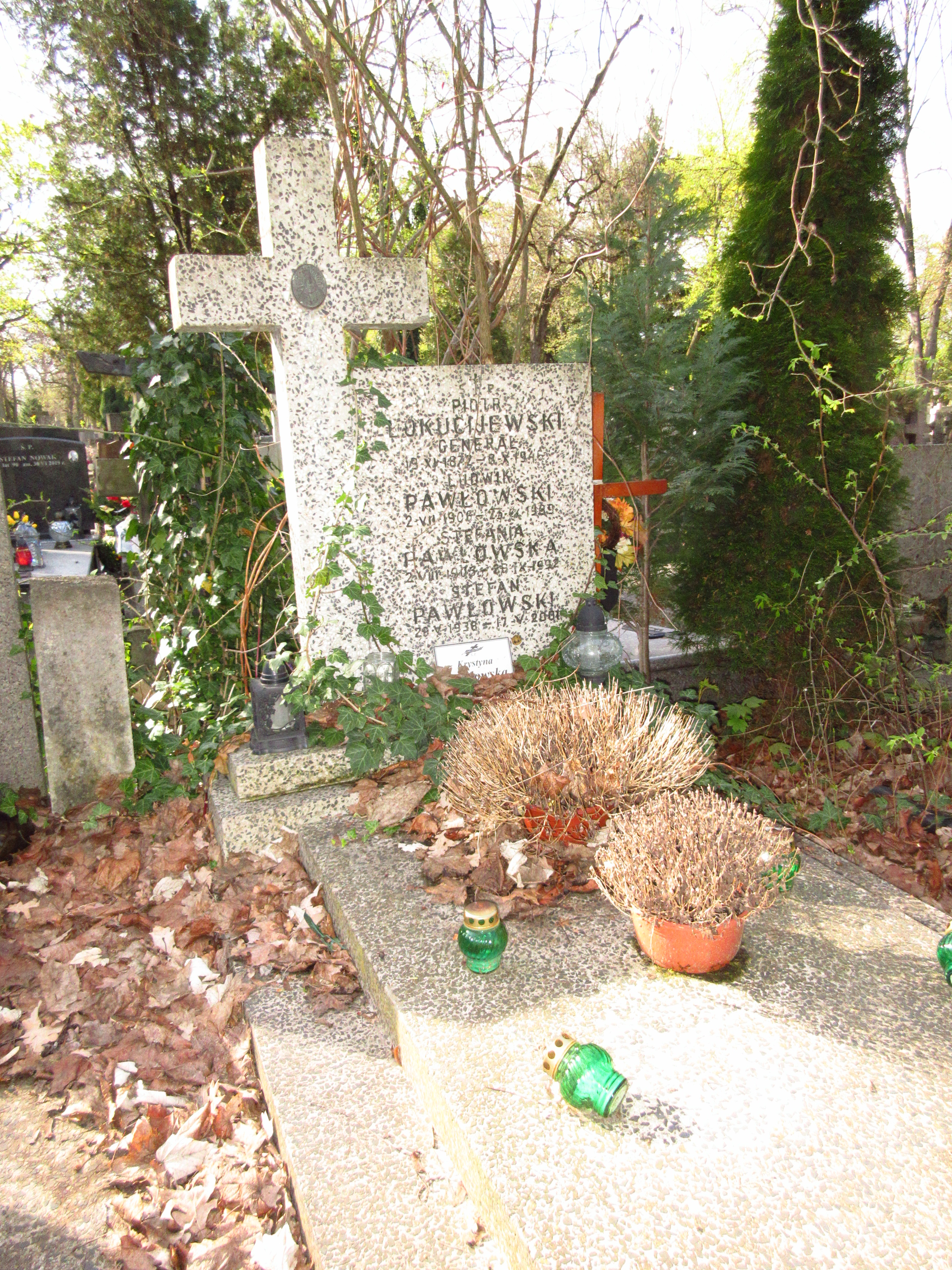
Grób generała Piotra Łokucijewskiego na Cmentarzu Bródnowskim

15 grudnia 1918 roku został przyjęty do Wojska Polskiego i przydzielony do Departamentu Gospodarczego Ministerstwa Spraw Wojskowych w Warszawie. 26 stycznia 1919 roku został szefem intendentury w Dowództwie Okręgu Generalnego „Łódź” w Łodzi. We wrześniu 1920 roku został przewodniczącym Komisji Ministerstwa Spraw Wojskowych dla Kontroli Gospodarczej i Administracyjnej Wojska. 1 czerwca 1921 roku pełnił służbę w Oddziale IV Sztabu Ministerstwa Spraw Wojskowych, a jego oddziałem macierzystym był wówczas Departament VII Ministerstwa Spraw Wojskowych. Z dniem 1 września 1922 roku został przeniesiony w stan spoczynku. 26 października 1923 roku Prezydent RP Stanisław Wojciechowski zatwierdził go w stopniu generała brygady. Na emeryturze mieszkał w Warszawie. W 1934 roku figurował na liście generałów brygady stanu spoczynku ze starszeństwem z 1 czerwca 1919 roku. W grudniu 1937 roku został wybrany do Zarządu Głównego - na wiceprezesa - Polskiej Centralnej Kasy Kredytu Bezprocentowego.
Pochowany na cmentarzu Bródnowskim (kwatera 45B-3-21).